# Gyrophaena californica
Gyrophaena californica är en skalbaggsart som först beskrevs av Thomas Casey 1906.  Gyrophaena californica ingår i släktet Gyrophaena och familjen kortvingar. Inga underarter finns listade i Catalogue of Life.